# Podium kohlii
Podium kohlii là một loài côn trùng cánh màng trong họ Sphecidae, thuộc chi Podium. Loài này được Zavattari miêu tả khoa học đầu tiên năm 1908.